# Газотранспортная система
Газотранспортная система (ГТС) — совокупность газопроводов и связанных с ними сооружений, обеспечивающая транспортировку природного газа от мест его добычи до потребителя, включая экспортные поставки. В состав газотранспортной системы входят магистральные газопроводы, подземные хранилища газа, распределительные газопроводы, газопроводы-перемычки, подводы и отводы. Функционирование газопроводов обеспечивают газоперекачивающие компрессорные станции и газораспределительные станции и газорегуляторные пункты. 

## По странам
- Газотранспортная система России
- Газотранспортная система Украины
- Газотранспортная система Белоруссии
- Газотранспортная система Китая (см. Экономика КНР#Транспорт, Транспорт в КНР#Трубопроводный транспорт)